# Habenaria robbrechtiana
Habenaria robbrechtiana är en orkidéart som beskrevs av Daniel Geerinck och Schaijes. Habenaria robbrechtiana ingår i släktet Habenaria och familjen orkidéer. Inga underarter finns listade i Catalogue of Life.